# Assassinats a Kermadec
Assassinats a Kermadec (títol original en francès, Menace sur Kermadec) és un telefilm francobelga dirigit per Bruno Garcia a partir d'un guió de Tigran Rosine i Florent Meyer. Es va emetreper primera vegada a Bèlgica el 23 de gener de 2022 a La Une, a Suïssa el 28 de gener a RTS 1 i França el 4 de febrer a France 2. S'ha doblat al català.
Produïda per Gérard Pont, Léonor Grandsire i Chloé Besomi, aquesta ficció és una coproducció de Morgane Production, France Télévisions, AT-Production i l'RTBF, amb la participació de Radio télévision suisse i el suport de Bretagne Cinéma.

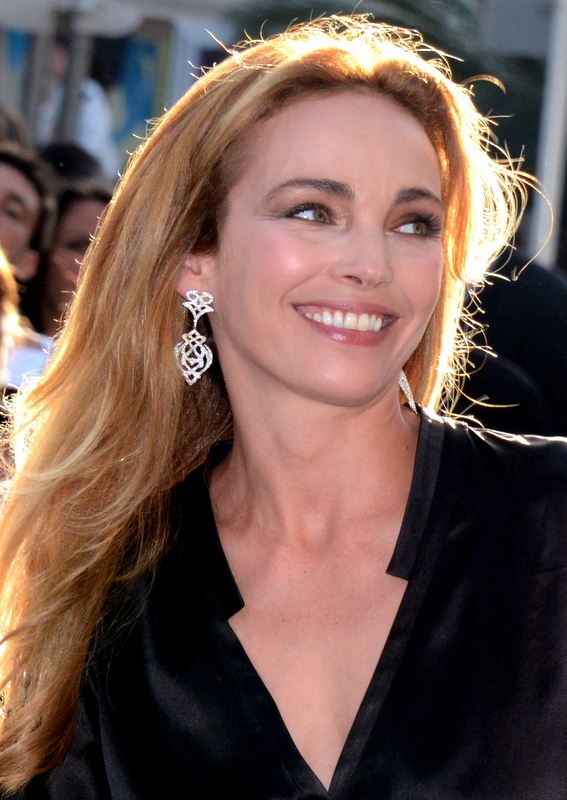
Claire Keim.

El rodatge va tenir lloc del 6 de setembre a l'1 d'octubre de 2021 a Morbihan, a la Bretanya.